# Рощин, Анатолий Иванович
Рощин Анатолий Иванович (15.6.1934, д. Медведи Красногорского района Курской (ныне Брянской) обл. — 9.7.2002, Санкт-Петербург) — историк искусства и художественный критик, педагог, писатель, прозаик и поэт, публицист, член Союза художников России, член Союза писателей России, действительный член Петровской академии наук и искусств (ПАНИ).

## Биография
В 1954 поступил на факультет журналистики, а в 1959 окончил исторический факультет Ленинградского государственного университета им. А. А. Жданова (ныне — Санкт-Петербургский государственный университет) по специальности «история искусства». С 1961 по 1964 учился в аспирантуре Института живописи, скульптуры и архитектуры имени И. Е. Репина, где впоследствии преподавал. Кандидат искусствоведения (1966), профессор (1992).

## Карьера
1959—1960 — старший научный сотрудник Дагестанского музея изобразительных искусств в Махачкале.
1960 — заведующий отделом русского и советского искусства в Горьковском государственном художественном музее (ныне Нижегородский государственный художественный музей)
С 1964 — научный сотрудник, а с 1968 — заведующий отделом живописи Научно-исследовательского музея Академии художеств СССР (ныне Научно-исследовательский музей Российской Академии художеств),
С 1977 — главный редактор Ленинградского отделения издательства «Детская литература».
С 1980 — доцент, а с 1992 профессор кафедры истории русского и советского искусства Института живописи, скульптуры и архитектуры имени И. Е. Репина,

## Искусствоведческая деятельность
В центре внимания Рощина-искусствоведа находилась реалистическая традиция в искусстве XX века. Первые публикации посвящены изобразительному искусству Дагестана. Темой кандидатской диссертации стало искусство Петрограда 1920-х годов (научный руководитель И. А. Бродский). Из этой работы вырос ряд последующих научных публикаций — статья о петроградском филиале АХРР, монографии о полузабытых живописцах и графиках академической школы Иване Алексеевиче Владимирове и Александре Ивановиче Вахрамееве, создателей изобразительной летописи Петрограда-Ленинграда периода Гражданской войны, нэпа и первых пятилеток. Рощин изучал не только реалистическую тенденцию в искусстве, но и мастеров авангардных течений. Так, он — автор первых послевоенных публикаций об Александре Исааковиче Русакове и Павле Николаевиче Филонове. Писал он и о москвиче Петре Петровиче Кончаловском, о художниках войны и послевоенных десятилетий. Разрабатывал проблемы реализма и многообразия течений, выступал с докладами на конференциях, в том числе международных. Публиковал рецензии на выставки в газетах и журналах. Его перу принадлежат монографии о видных современных живописцах академической школы Иване Михайловиче Варичеве, Борисе Михайловиче Лавренко, Николае Никитовиче Репине и других. Выступал он и как популяризатор истории искусства, опубликовав сборник избранных жизнеописаний Джорджо Вазари со своей вступительной статьей. Писал на темы классического искусства для детей и юношества — о Рафаэле и Медном всаднике. Итогом его научного творчества стала выполненная в 1983—1985 гг. докторская диссертация, посвященная советской исторической картине, к сожалению, оставшаяся незащищенной и неопубликованной. С темой докторской диссертации связаны публикации Рощина 1980-х годов: «Эпоха и образ», «За новый подъём исторической картины», «Проблемы развития советской историко-революционной картины 1960—1980-х годов».

## Литературное творчество
Посещал литературные объединения (ЛИТО) при Ленинградском отделении Союза писателей и при Ленинградском отделении издательства «Детская литература» (ЛИТО «Дружба»). Первая публикация в 1967 г. Его заметил и поддержал писатель Сергей Алексеевич Воронин, опубликовавший предисловие к ранним рассказам Рощина. Тема детства — основная в прозе Рощина, насыщенной фольклором, богатством народного языка, мифотворчеством на темы крестьянской жизни. Стихи Рощина являются продолжением его прозы, посвящены родной природе, далекому детству и уходящему деревенскому укладу.

## Известные ученики
- Кречетов Виктор Николаевич, писатель и философ
- Муратов Александр Михайлович, искусствовед и художник

## Основные публикации

### Искусствоведение
- Художники Дагестана / Сост. и авт. вст. ст. А. И. Рощин. Л., 1960.
- Рощин А. И. В первые годы // Художник. 1964. № 11.
- Рощин А. И. Источник творчества — современность // Художники Ленинграда. Л., 1964.
- Рощин А. И. Рождённое Октябрем // Художник. 1965. № 8.
- Рощин А. И. Две работы А. И. Вахрамеева // Нева. 1965. № 8.
- Юрий Иванович Пименов. Каталог выставки / Авт. вст. ст. А. И. Рощин. Л., 1968.
- Рощин А. И. Формула весны (Павел Филонов) / Подвиг века. Художники, скульпторы, архитекторы, искусствоведы в годы Великой Отечественной войны и блокады Ленинграда. Воспоминания. Дневники. Письма. Очерки. Литературные записи / Авт.-сост. Н. Н. Паперная. Л., 1969. С. 109—112.
- Рощин А. И. Блокаде посвящается / Художники, скульпторы, архитекторы, искусствоведы в годы Великой Отечественной войны и блокады Ленинграда. Воспоминания. Дневники. Письма. Очерки. Литературные записи /Авт.-сост. Н. Н. Паперная. Л., 1969. С. 113.
- Рощин А. И. Мир радости (Петр Кончаловский) // Нева. 1970. № 10.
- Рощин А. И. Военная тема в творчестве ленинградских художников // Нева. 1970. № 5.
- Рощин А. И. Александр Иванович Вахрамеев. М., 1971.
- Прошлое и настоящее народов СССР. Каталог выставки / Авт. вст. ст. А. И. Рощин. Л., 1972.
- Рощин А. И. Ленинградский филиал АХРР / Ассоциация художников революционной России: Сб. документов. / Авт.-сост. И. М. Гронский, В. Н. Перельман. М., 1973. С.129—136.
- Архип Иванович Куинджи и его ученики в Академии художеств. Каталог выставки / Авт. вст. ст. А. И. Рощин. Л., 1973.
- Рощин А. И. Ответственный экзамен (о выставке дипломных работ) // Нева. 1973. № 1.
- Виктор Михайлович Орешников, народный художник СССР. Каталог выставки / Авт. вст. ст. А. И. Рощин. Л., 1974.
- Рощин А. И. Иван Алексеевич Владимиров. Жизнь и творчество, 1869—1947. Л.,1974.
- Рощин А. И. Борис Лавренко. Л., 1979.
- Рощин А. И. За новый подъём исторической картины // Искусство. 1985. № 11.
- Рощин А. И. Эпоха и образ / Сб. научных трудов Института имени И. Е. Репина. 1986.
- Рощин А. И. Историческая сущность реализма в изобразительном искусстве: Доклад на международном симпозиуме по культуре / Сб. материалов конференции. Гавана, 1986.
- Рощин А. И. Проблемы развития советской историко-революционной картины 1960—1980-х годов. Л., 1988.
- Рощин А. И. Иван Михайлович Варичев. Л., 1991.
- Живопись 1920—1930-х годов / Сост. и авт. научного аппарата Александр Михайлович Муратов; авт. вст. ст. Виталий Серафимович Манин; науч. ред. А. И. Рощин. СПб., 1991.
- Вазари Дж. Жизнеописания знаменитых живописцев эпохи Возрождения / Сост. и авт. вст. ст. А. И. Рощин. СПб., 1992.
- Рафаэль Санти / Авт. ст. и сост. М. И. Боженкова, А. И. Рощин. СПб., 1994.
- Рощин А. И. Николай Никитович Репин. Живопись, графика. СПб., 1995.
- Кумир на бронзовом коне: Образ Петра Великого в монументальной скульптуре Санкт-Петербурга: [Вопросы-ответы] / Сост. М. И. Боженкова; предисл. А. И. Рощина. СПб., 1997.

### Проза
- Рощин А. И. Сад моего детства / Альманах Молодой Ленинград. Л., 1977.
- Рощин А. И. В тире // Искорка. Л., 1978. № 5.
- Рощин-Перелогов А. Живая вода. Сказки. СПб., 1992.
- Рощин А. Посох кудесника. Повесть. СПб., 1993.
- Рощин А. Шмелиный король. Сказки. СПб., 1996.

### Поэзия
- Рощин А. Уходит время из оков. М., 1997
- Рощин А. Золото шагов твоих. Лирика. СПб: Пальмира, 1998. ISBN 5-85303-043-9